# Pseudopoda varia
Pseudopoda varia là một loài nhện trong họ Sparassidae.
Loài này thuộc chi Pseudopoda. Pseudopoda varia được Peter Jäger miêu tả năm 2001.